# 申白喆
申 白喆（シン・ベクチョル、朝鮮語:  신백철、英語: Shin Baek-cheol、1989年10月19日 - ）は、大韓民国の男子バドミントン選手。2014年の世界王者。

## 経歴
2014年、アジア選手権では柳延星とペアを組み、李俊慧 / 劉雨辰を破って優勝。世界選手権では、高成炫とペアを組み同胞エースの李龍大 / 柳延星を22-20, 21-23, 21-18の接戦で破って優勝。世界王者に輝いた。